# Patinage de vitesse sur piste courte aux Jeux olympiques de 1998
Vous lisez un « bon article » labellisé en 2018.
Pour des articles plus généraux, voir Patinage de vitesse sur piste courte aux Jeux olympiques et Jeux olympiques d'hiver de 1998.
Navigation
Lillehamer 1994 Salt Lake City 2002
Les épreuves de patinage de vitesse sur piste courte aux Jeux olympiques d'hiver de 1998 ont lieu du 17 au 21 février 1998 dans le Nagano White Ring, au Japon.
Il s'agit de la troisième édition de la discipline aux Jeux olympiques. Elle accueille 94 participants de 18 pays sur six épreuves : le 500 mètres, le 1 000 mètres et le relais (3 000 mètres pour les femmes, 5 000 mètres pour les hommes).
C’est la première fois que les temps sont chronométrés au millième plutôt qu'au centième de seconde.
Annie Perreault remporte le 500 mètres en profitant de la chute de sa compatriote, la favorite Isabelle Charest. Wang Chunlu, écœurée d'avoir été emportée par la chute de Charest, quitte la glace sans finir la course et rate la médaille. Chun Lee-kyung remporte le 1 000 mètres, puis le relais où les Coréennes battent le record du monde en finale.
Chez les hommes, Takafumi Nishitani, quatorzième mondial, remporte le 500 mètres à la surprise générale. Li Jiajun, trop confiant, est dépassé sur la ligne d'arrivée du 1 000 mètres par Kim Dong-sung qui devient champion olympique. Enfin, l'or au relais revient aux Canadiens.
Les 18 médailles de la discipline sont distribuées à quatre pays : la Corée du Sud, la Chine, le Canada et le Japon. La Corée du Sud, en tête des pronostics depuis les Jeux olympiques de 1994, confirme son avance avec six médailles dont trois en or, tandis que les Japonais se placent troisièmes du tableau des médailles grâce à plusieurs réussites inattendues.

## Préparation de l'événement

### Désignation du pays hôte
En 1983, la possibilité d'organiser les Jeux olympiques est à nouveau envisagée et, en 1985, la préfecture décide de lancer la troisième candidature de Nagano. Le comité de candidature est établi en juillet 1986 et la candidature est transmise au Comité olympique japonais (COJ) le 28 novembre de la même année. Les autres villes japonaises candidates sont Asahikawa, Yamagata et Morioka. Le 1er juin 1988, les membres du COJ décident de la ville japonaise qui enverra sa candidature au CIO et Nagano est choisie au premier tour en obtenant 34 voix sur 45. Le 12 février 1990, une délégation de Nagano présente la candidature au siège du CIO à Lausanne, en Suisse, devant le président de l'organisation Juan Antonio Samaranch. Cinq autres villes sont également candidates : Aoste en Italie, Jaca en Espagne, Östersund en Suède et Salt Lake City aux États-Unis.
Le 15 juin 1991, pendant la 97e session du CIO à Birmingham au Royaume-Uni, les Jeux olympiques d'hiver de 1998 sont attribués à Nagano qui devance Salt Lake City par 46 voix contre 42 au cinquième tour. C'est la troisième fois qu'une ville japonaise organise les Jeux olympiques, après Tokyo en été 1964 et Sapporo en hiver 1972.

### Modifications des épreuves
Il s'agit de la première fois que les temps sont chronométrés au millième de seconde près plutôt qu'au centième de seconde. Les patineurs n'atteignant pas les demi-finales sont quant à eux classés au temps et non au nombre de points comme aux éditions précédentes. L'Union internationale du patinage approuve le règlement de la compétition le 27 mai 1997.

### Lieu de la compétition

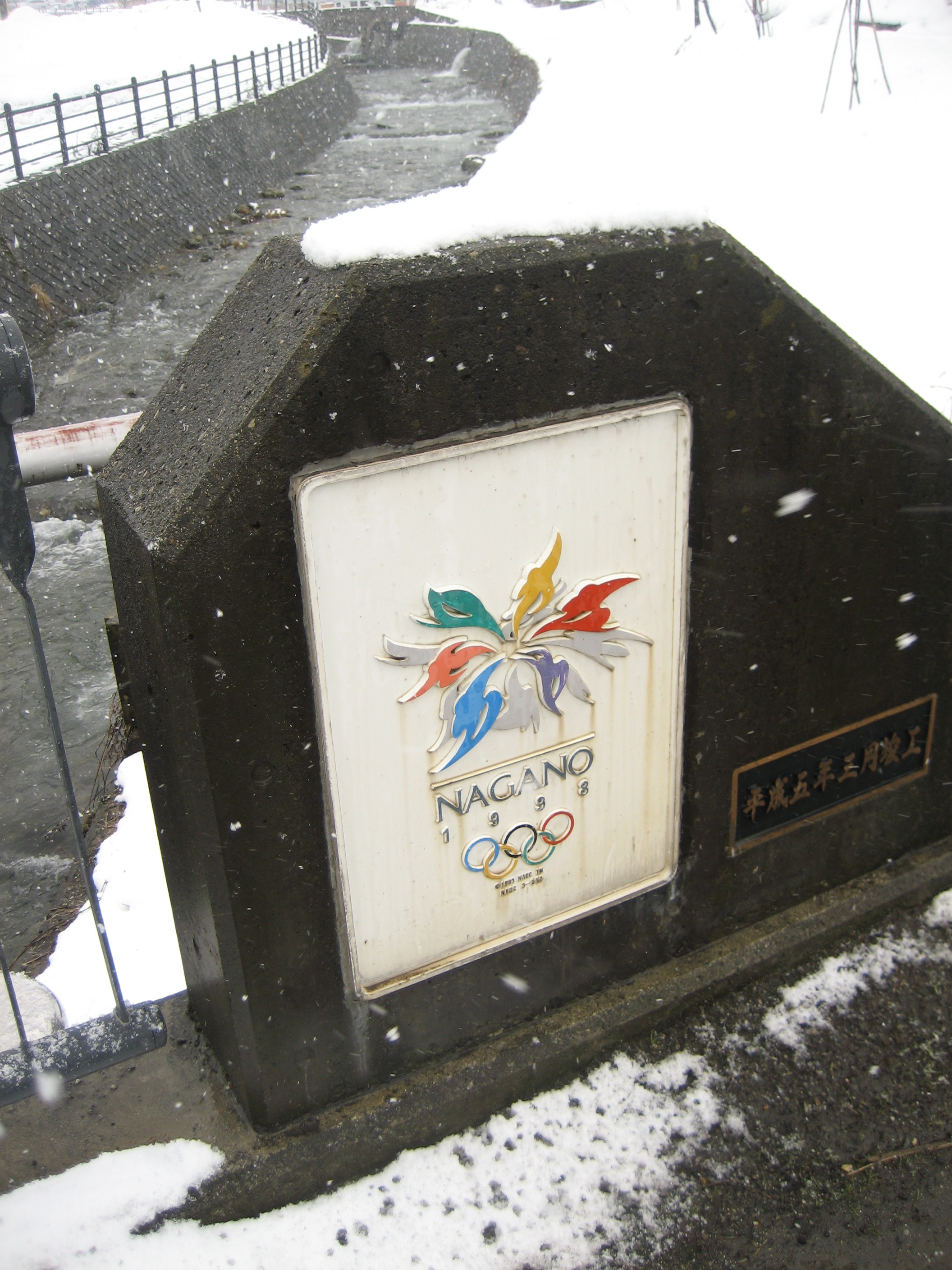
Un pont assorti du logo des Jeux olympiques de Nagano.

À l'origine, le short-track et le patinage artistique doivent être organisés dans la patinoire municipale, rénovée et agrandie pour l'occasion. Il s'avère cependant que la patinoire est construite sur un terrain qui ne permet pas de faire des travaux. Une nouvelle patinoire est donc construite pour le patinage artistique, le Nagano White Ring. Le Nagano White Ring est donc le seul lieu de Nagano accueillant deux sports différents et il a vocation à devenir un gymnase après les Jeux. La patinoire se situe dans le quartier de Mashima, à 6 kilomètres du village olympique de Nagano. Les travaux de la patinoire se terminent le 22 novembre 1996 et la patinoire accueille les championnats du monde de short-track en mars 1997. Le short-track doit d'abord avoir lieu dans une autre patinoire, le centre récréatif Sun Marine. Voyant la popularité du White Ring auprès de la population locale, le Comité d'organisation des Jeux olympiques déplace le patinage de vitesse sur piste courte dans cette patinoire. Le Nagano White Ring est donc le seul lieu de Nagano accueillant deux sports différents et il a vocation à devenir un gymnase après les Jeux.
L'alternance entre le patinage artistique et le patinage de vitesse sur piste courte d'un jour à l'autre crée des complications logistiques, les patineurs de vitesse ayant besoin d'une glace plus froide que celle des artistes. La compétition se déroule cependant sans entrave.

### Officiels
- Lars-Olof Eklund, référent technique
- John Hall, référent technique
- Aad van der Velde, juge-arbitre de la compétition féminine
- Naomi Iwashima, assistante juge-arbitre de la compétition féminine
- Günther Langer, assistant juge-arbitre de la compétition féminine
- Stein Andersen, assistant juge-arbitre de la compétition féminine
- Tim Quinn, assistant juge-arbitre de la compétition féminine
- Takeo Sobue, starter de la compétition féminin
- Kenneth Pendrey, juge-arbitre de la compétition masculine
- James Hewish, assistant juge-arbitre de la compétition masculine
- John Trowbridge, assistant juge-arbitre de la compétition masculine
- Per-Olof Pehrsson, assistant juge-arbitre de la compétition masculine
- Duane Riley, assistant juge-arbitre de la compétition masculine
- Franco Riedi, starter de la compétition masculine
- John Thorpe, competitor steward
- Csaba Boda, competitor steward

## Participants

### Nombre de participants par pays
|                 | Femmes | Hommes | Total |
| --------------- | ------ | ------ | ----- |
| Allemagne       | 5      | 1      | 6     |
| Australie       | 1      | 5      | 6     |
| Bulgarie        | 3      | 0      | 3     |
| Canada          | 6      | 6      | 12    |
| Chine           | 6      | 5      | 11    |
| Corée du Sud    | 5      | 5      | 10    |
| Corée du Nord   | 5      | 3      | 8     |
| États-Unis      | 6      | 6      | 12    |
| France          | 0      | 2      | 2     |
| Grande-Bretagne | 5      | 0      | 5     |
| Italie          | 4      | 6      | 10    |
| Japon           | 5      | 6      | 11    |
| Mongolie        | 0      | 2      | 1     |
| Pays-Bas        | 5      | 2      | 7     |
| Pologne         | 0      | 1      | 1     |
| Russie          | 2      | 0      | 2     |
| Suède           | 0      | 1      | 1     |
| Ukraine         | 1      | 1      | 2     |

### Qualifications
Les qualifications aux Jeux olympiques de Nagano se basent sur les résultats de chaque pays à une compétition de qualifications organisée à La Haye du 7 au 9 novembre 1997. Les pays dont deux patineurs arrivent dans le top 20 peuvent qualifier quatre personnes, dont trois peuvent participer dans chaque distance individuelle. Si un seul patineur passe en top 20, le pays peut inscrire trois personnes dont deux par distance. Les autres pays peuvent inscrire deux compétiteurs chacun, jusqu'à arriver au seuil de 32 participants, en fonction de leur classement lors de la compétition à La Haye.
Huit équipes peuvent se qualifier à chaque relais : ce sont les équipes qui font le haut du classement. Ces pays peuvent inscrire cinq personnes pour le relais et les patineurs participant aux épreuves individuelles font obligatoirement partie des équipes de relais. En prenant en compte ces critères, chaque pays peut inscrire au maximum six patineuses et six patineurs.
La France organise ses premières sélections nationales de patinage de vitesse sur courte piste à l'occasion des Jeux de 1998. Les qualifications se déroulent en novembre 1997 et assurent une place à Ludovic Mathieu et Bruno Loscos. L'équipe néerlandaise, après un échec retentissant en 1994, décide d'investir plus lourdement dans le patinage de vitesse sur piste courte au point d'avoir un espoir de médaille pour 1998 avec Anke Jannie Landman et Ellen Wiegers. La Canadienne Nathalie Lambert, une des favorites de la compétition, est absente en raison d'un ligament de la cheville déchiré à l'entraînement quelques mois plus tôt.

## Déroulement de la compétition

### Programme
|                                      |                                      | 7 | 8 | 9 | 10 | 11 | 12 | 13 | 14 | 15 | 16 | 17 | 18 | 19 | 20 | 21 | 22 |
| Février 1998                         |                                      |   |   |   |    |    |    |    |    |    |    |    |    |    |    |    |    |
| Cérémonies d'ouverture et de clôture | Cérémonies d'ouverture et de clôture | • |   |   |    |    |    |    |    |    |    |    |    |    |    |    | •  |
|                                      |                                      |   |   |   |    |    |    |    |    |    |    |    |    |    |    |    |    |
| Hommes                               |                                      |   |   |   |    |    |    |    |    |    |    |    |    |    |    |    |    |
| 500 m                                |                                      |   |   |   |    |    |    |    |    |    |    |    | o  |    | o  |    |    |
| 1 000 m                              |                                      |   |   |   |    |    |    |    |    |    | o  |    |    |    |    |    |    |
| Relais 5 000 m                       |                                      |   |   |   |    |    |    |    |    |    |    |    | o  |    | o  |    |    |
|                                      |                                      |   |   |   |    |    |    |    |    |    |    |    |    |    |    |    |    |
| Femmes                               |                                      |   |   |   |    |    |    |    |    |    |    |    |    |    |    |    |    |
| 500 m                                |                                      |   |   |   |    |    |    |    |    |    |    |    | o  |    |    |    |    |
| 1 000 m                              |                                      |   |   |   |    |    |    |    |    |    |    |    |    |    | o  |    |    |
| Relais 3 000 m                       |                                      |   |   |   |    |    |    |    |    |    | o  |    |    |    |    |    |    |
|                                      |                                      |   |   |   |    |    |    |    |    |    |    |    |    |    |    |    |    |

### Cérémonie d'ouverture
Les porte-drapeaux patineurs de vitesse sur piste courte à la cérémonie d'ouverture des Jeux olympiques de 1998 sont Richard Nizielski pour l'Australie, Boldyn Sansarbileg pour la Mongolie, Yun Chol pour la Corée du Nord et Eric Flaim pour les États-Unis.

### Compétition féminine

#### 500m

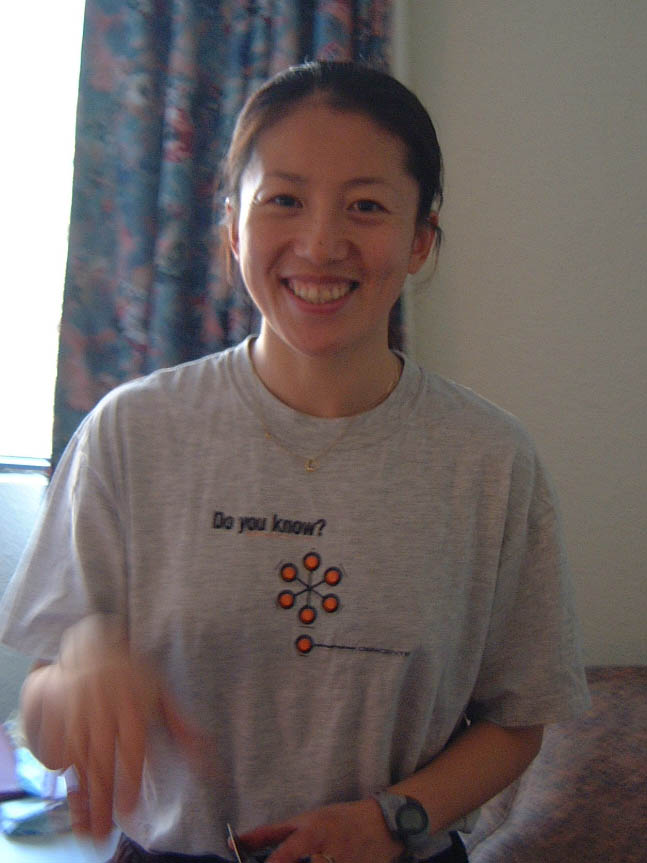
Yang Yang (A), qui participe aux Jeux olympiques de 1998 et fait partie de l'équipe qui gagne l'argent au relais.

Le 500 mètres féminin se déroule le 19 février. Dans la première course des séries éliminatoires, la Japonaise Chikage Tanaka se qualifie avec la Nord-coréenne Jong Ok-myong. Yvonne Kunze ne se qualifie pas, arrivant juste derrière elles, et l'Américaine Erin Porter est victime d'une chute. La deuxième course voit la victoire de la favorite Chun Lee-kyung devant Erin Gleason, éliminant Ellen Hendrika Wiegers et la Canadienne Tania Vicent, toutes deux tombées. Dans la troisième course, Wang Chunlu et Annie Perreault battent toutes les deux le record olympique en s'assurant une place en quart de finale. La Nord-Coréenne Han Ryon-hui ne termine pas la course. Ikue Teshigawara se qualifie ensuite devant Kim Yoon-mi, qui a remporté quatre ans plus tôt le record de la plus jeune médaillée d'or de l'histoire des Jeux olympiques d'hiver. Yang Yang (A) passe en quarts de finale devant Elena Tikhanina, qui représente la Russie. Evgenia Radanova passe ensuite devant Choi Min-kyung, alors que Marinella Canclini chute et ne passe pas au tour suivant. L'avant-dernière course voit la victoire de Yang Yang (S) devant Mara Urbani. Enfin, Isabelle Charest se qualifie devant Marina Pylaeva.
Plus tard dans la soirée, en quarts de finale, les courses voient de nombreuses fautes et disqualifications. Dans la première course, Yang Yang (A) est disqualifiée tandis que Choi Min-kyung et Isabelle Charest se qualifient. Elles sont suivies par Annie Perreault et Yang Yang (S) ; dans cette course, Chikage Tanaka est avancée par les juges en demi-finale en raison d'une faute qui vaut une disqualification à Jong Ok-myong. De même, dans le troisième quart de finale, c'est au tour d'Evgenia Radanova d'être disqualifiée pour faute sur Ikue Teshigawara, qui est avancée avec Mara Urbani et Kim Yoon-mi. La dernière course est la dernière à ne voir ni chute, ni disqualification : Wang Chunlu la remporte devant Chun Lee-kyung, éliminant Marina Pylaeva et Erin Gleason.
En raison des deux patineuses avancées, les demi-finales se courent à cinq plutôt qu'à quatre coureuses. Dans la première demi-finale, Isabelle Charest se qualifie avec un temps de 44 s 991 qui lui vaut un record olympique, devant la Chinoise Yang Yang (S). Dans la deuxième course, Annie Perreault s'assure une place en finale avec Wang Chunlu. Chun Lee-kyung, favorite de la distance, est éliminée et ne passe qu'en finale B.
En finale du 500 mètres féminin, on trouve deux coureuses canadiennes et deux patineuses chinoises. Pendant la course, Isabelle Charest tombe et fait chuter Wang Chunlu avec elle. Annie Perreault, qui a participé aux Olympiades de 1988 et de 1992 mais a raté celles de 1994 en raison d'une blessure, prend la tête de la course et gagne l'or devant Yang Yang (S). Les arbitres choisissent de disqualifier Isabelle Charest, responsable de la chute de Wang Chunlu ; or, cette dernière étant écœurée de sa chute au point de quitter la glace sans franchir la ligne d'arrivée, elle s'est éliminée elle-même du classement général par cet abandon. Chun Lee-Kyung, qui a remporté la finale B, reçoit donc la médaille de bronze de la distance.

#### 1 000m
Le 1 000 mètres féminin a lieu le 21 février.
Dans la première course des séries éliminatoires, Ikue Teshigawara se qualifie avec un record olympique de 1 min 35 s 964 devant l'Italienne Marinella Canclini, qui dépasse aussi le record olympique. Le record tombe immédiatement aux mains de Yang Yang (S) en 1 min 35 s 244 devant Sachi Ozawa, alors qu'Erin Porter chute et finit dernière de sa course. La Néerlandaise Melanie de Lange ne se présente pas au départ de la troisième course, disputée à trois : Isabelle Charest et Chikage Tanaka se qualifient aux dépens de Katia Colturi, qui représente l'Italie. Kim Yoon-mi prend la tête de la quatrième course devant Annie Perreault et elles éliminent Mara Urbani et Marina Pylaeva. Le record olympique tombe à nouveau dans la cinquième course : Amy Peterson fait un temps de 1 min 33 s 530, suivie de la Nord-Coréenne Han Ryon-hui qui franchit la ligne d'arrivée en 1 min 34 s 493. Wang Chunlu est disqualifiée pour faute : elle a fait tomber Anke Jannie Landman, des Pays-Bas, qui est avancée en quarts de finale par les juges. Yang Yang (A) se qualifie ensuite devant Ellen Wiegers, puis c'est au tour de Chun Lee-Kyung et Evgenia Radanova. La Nord-Coréenne Jong Ok-myong est disqualifiée dans cette course. Dans la dernière série éliminatoire, enfin, Won Hye-kyung, de la Corée du Sud, s'assure une place en quarts de finale avec Ho Jong-hae, de la Corée du Nord.
Les quarts de finale voient des éliminations de favorites, par exemple Annie Perreault qui finit dernière de sa course alors qu'en tête de peloton, Yang Yang (A) bat le record du monde en 1 min 31 s 991. Kim Yoon-mi se qualifie derrière elle ; si le temps de Landman est meilleur que le dernier record olympique battu quelques courses plus tôt, sa troisième course ne lui vaut pas sa place en demi-finale. Chun Lee-Kyung est la prochaine à passer en demi-finales, remportant sa course et suivie par Isue Teshigawara. Isabelle Charest et Yang Yang (S) se qualifient ensuite tandis que Won Hye-kyung et Amy Peterson ferment la marche.
En demi-finale, Won Hye-kyung prend sa place en finale A avec Yang Yang (S). Isabelle Charest et Kim Yoon-mi sont reléguées en finale B ; si Charest finit la course en deuxième position, elle ralentit dans la dernière ligne droite tandis qu'Yang allonge la jambe, la dépassant de quelques millièmes de seconde. Dans la deuxième course, ce sont Yang Yang (A) et Chun Lee-kyung qui passent en finale A, assurant une finale constituée de deux Chinoises et deux Sud-Coréennes ; Ikue Teshigawara et Amy Peterson passent en finale B.
Le 1 000 mètres est très disputé. Yang Yang (A) effectue toute la course en tête et est dépassée sur la ligne d'arrivée par Chun Lee-kyung. Yang (A) est ensuite disqualifiée pour avoir tendu le bras en espérant empêcher Chun de passer ; la Chinoise Yang (S) obtient l'argent et la Sud-Coréenne Won Hye-kyung le bronze,.

#### Relais
Deux demi-finales voient s'affronter huit équipes de patineuses. Dans la première demi-finale, les Japonaises se qualifient en tête, dépassant les Canadiennes et éliminant les Néerlandaises et les Allemandes ; elles battent le record olympique avec un temps de 4 min 24 s 087. Dans la seconde demi-finale, les Coréennes l'emportent sur les Chinoises en battant à nouveau le record olympique en 4 min 21 s 510, éliminant les équipes de Corée du Nord et des États-Unis. La foule de 7 000 spectateurs réchauffe tellement la glace que sa qualité baisse et qu'il faut faire des maintenances urgentes pour la durcir à nouveau.
En finale du relais, les équipes canadienne et japonaise sont toutes les deux victimes d'une chute qui leur fait perdre plusieurs secondes. Les Chinoises effectuent toute la course en tête, avant d'être doublées par Kim Yoon-mi à trois tours de l'arrivée. Les Coréennes battent alors le record du monde avec un temps de 4 min 16 s 260, devant la Chine et le Canada.

### Compétition masculine

#### 500m

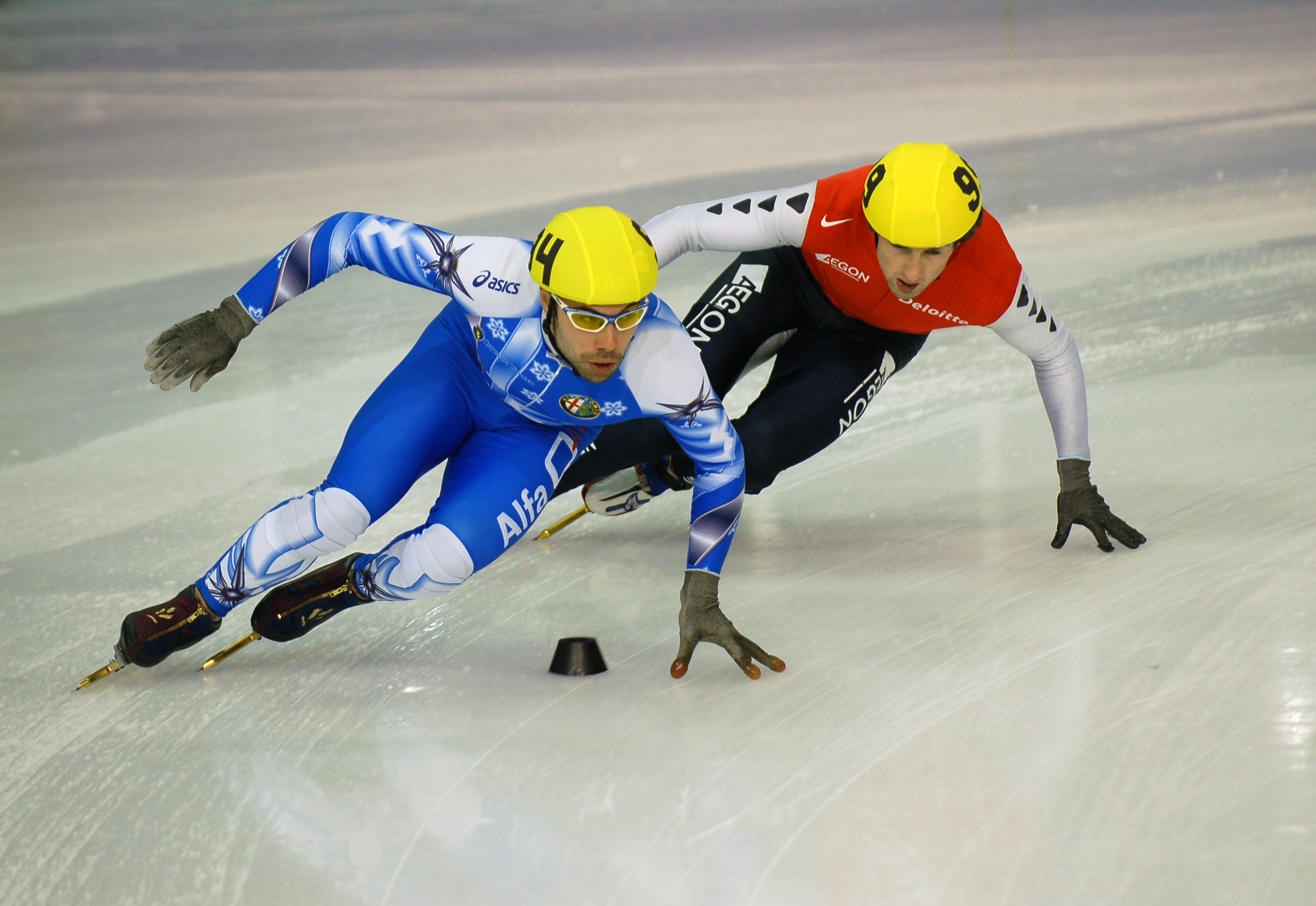
Fabio Carta, ici en 2007, participe aux Jeux olympiques de 1998.

Les qualifications du 500 mètres masculin se déroulent le 19 février. Au premier tour, le Chinois An Yulong s'assure une place en quarts de finale devant Andrew Gabel, puis c'est au tour de François Drolet et Kim Dong-sung. Le Néerlandais Dave Versteeg est le prochain à passer en quarts de finale avec Feng Kai, alors que Nicky Gooch chute et est éliminé de la distance. Li Jiajun se qualifie dans la quatrième course avec l'Italien Maurizio Carnino, qui profite de la chute de Matthew Jasper pour doubler l'Américain Rusty Smith. Dans la cinquième course, Marc Gagnon est deuxième derrière Lee Jun-hwan. Dans la cinquième course, qui voit seulement trois coureurs Satoru Terao bat ensuite le record olympique à domicile avec un temps de 42 s 948, devant Chae Ji-hoon et éliminant l'Australien Steven Bradbury. Eric Bédard emporte ensuite sa qualification devant Hitoshi Uematsu, éliminant Daniel Weinstein et Ludovic Mathieu. Enfin, Fabio Carta passe en finale avec Takafumi Nishitani.
Le reste de la compétition du 500 mètres est organisée le 21 février. Dans le premier quart de finale, Marc Gagnon se qualifie avec le Japonais Hitoshi Uematsu. C'est ensuite au tour d'An Yulong devant Chae Ji-hoon : dans cette course, François Drolet est disqualifié pour faute sur Andrew Gabel, qui est repêché pour la demi-finale malgré sa troisième place. Viennent ensuite Li Jiajun, qui fixe un record olympique en 42 s 861, et Takafumi Nishitani. Ce coureur, quatorzième mondial, ne fait pas partie des favoris du 500 mètres. Viennent enfin Dave Versteeg et Kim Dong-sung.
En demi-finales du 500 mètres masculin, Hitoshi Uematsu est le premier à se qualifier avec An Yulong. Dave Verseeg et Chae Ji-hoon sont envoyés en finale B. Dans la deuxième course, Li Jiajun est disqualifié et Andy Gabel chute. Takafumi Nishitani remporte la course en battant le record olympique avec un temps de 42 s 756 devant le Canadien Marc Gagnon.
En finale A, Nishitani démarre en tête et reste devant le peloton pendant toute la course. Il déclare s'être imposé grâce au soutien du public. Marc Gagnon chute à deux tours de la fin alors qu'il occupait la deuxième place. Le Chinois Yulong An est deuxième et le Japonais Hitoshi Uematsu arrive troisième,.

#### 1 000m
Le 1 000 mètres masculin ouvre le patinage de vitesse sur piste courte aux Jeux olympiques de 1998 le 17 février. Les courses de qualification se courent devant environ 7 000 spectateurs.
Chae Ji-hoon et Satoru Terao se qualifient d'abord, suivis par Naoya Tamura et Fabio Carta. Les deux suivants à se qualifier sont Andy Gabel et Martin Johansson. C'est ensuite au tour de Lee Jun-hwan et Eric Bédard, puis de François Drolet et Kim Dong-sung, qui passe la ligne d'arrivée une demi-seconde avant Nicky Gooch, à nouveau éliminé. Matt Jasper passe ensuite en quarts de finale avec An Yulong. Dans l'avant-dernière course, l'Américain Scott Koons arrive dernier et fait quand même un meilleur temps que le premier arrivé de toutes les autres courses, comme Bruno Loscos, qui finit troisième et est également éliminé malgré son temps, le troisième de la compétition. Hitoshi Uematsu et Marc Gagnon prennent les deux premières places de la course. Enfin, Rusty Smith passe en quarts de finale avec Li Jiajun, alors que Michele Antonioli est disqualifié pour faute.
Viennent ensuite les quarts de finale, émaillés de disqualifications et de repêchages. Dans la première course, Marc Gagnon est disqualifié pour obstruction : Lee Hun-jwan, tombé à cause de lui, est avancé et rejoint Satoru Terao et Matt Jasper en demi-finales. Satoru Terao remporte la course avec un record olympique de 1 min 29 s 398. Fabio Carta se qualifie ensuite avec Kim Dong-sung, puis c'est au tour de Naoya Tamura et Eric Bédard. Enfin, dans la dernière course, Hitoshi Uematsu est disqualifié et Andy Gabel, déséquilibré par sa faute, est repêché en demi-finales. Li Jiajun et Chae Ji-hoon se qualifient.
Andy Gabel remporte la première demi-finale devant Eric Bédard, qui franchit la ligne d'arrivée quatre secondes après lui. Viennent ensuite Fabio Carta et Naoya Tamura, envoyés en finale B. Chae Ji-hoon, à l'origine de plusieurs chutes, est disqualifié. Dans la deuxième demi-finale, Kim Dong-sung s'arroge une place en finale avec Li Jiajun alors que Matt Jasper et Lee Hun-jwan passent en finale B. Satoru Terao, cinquième, franchit la ligne d'arrivée exactement 6 centièmes de seconde derrière le premier de sa course et termine là son parcours.
En finale, Kim Dong-sung prend l'or devant Li Jiajun et Éric Bédard, assurant la victoire coréenne sur la distance pour la troisième fois en trois Jeux olympiques. Le Chinois Li Jiajun mène la course pendant toute la finale ; dans le dernier virage, convaincu de gagner, il se relève un peu avant la ligne d'arrivée et est dépassé à cet instant par Kim Dong-sung, qui finit avec une avance de cinq centièmes de seconde. Eric Bédard obtient le bronze.

#### Relais
Les demi-finales du relais masculin ont lieu le 19 février, et la finale deux jours plus tard. Dans la première demi-finale, le Canada arrive en tête de la course avec un nouveau record olympique à 7 min 5 s 766, devant l'équipe de Chine. Les équipes britannique et japonaise sont envoyées en finale B. La Corée du Sud remporte la deuxième course, suivie par les Italiens ; les Australiens et les Américains sont relégués en finale B, pour ces derniers en raison d'une chute de Tom O'Hare dès le début de la course.
Les Italiens, champions en titre, sont en tête au début du relais 5 000 mètres avant d'être dépassé par les Canadiens et de chuter. La chute d'un relayeur chinois qui emporte le Sud-Coréen avec lui aux trois quarts de la course permet aux Canadiens de terminer premiers sans être inquiétés. Les Sud-Coréens terminent à sept dixièmes et prennent l'argent tandis que les Chinois gagnent le bronze. Les Japonais remportent la finale B avec un temps inférieur de cinq secondes à celui des champions olympiques.

## Podiums

### Hommes
| Épreuves                               | Or                                                              | Argent                                                           | Bronze                                     |
| -------------------------------------- | --------------------------------------------------------------- | ---------------------------------------------------------------- | ------------------------------------------ |
| 500 m résultats détaillés              | Takafumi Nishitani (JPN)                                        | An Yulong (CHN)                                                  | Hitoshi Uematsu (JPN)                      |
| 1 000 m résultats détaillés            | Kim Dong-sung (KOR)                                             | Li Jiajun (CHN)                                                  | Éric Bédard (CAN)                          |
| relais 4 × 5 000 m résultats détaillés | Canada Éric Bédard Derrick Campbell François Drolet Marc Gagnon | Corée du Sud Chae Ji-hoon Lee Jun-hwan Lee Ho-eung Kim Dong-sung | Chine Li Jiajun Feng Kai Yuan Ye An Yulong |

### Femmes
| Épreuves                               | Or                                                               | Argent                                                   | Bronze                                                                  |
| -------------------------------------- | ---------------------------------------------------------------- | -------------------------------------------------------- | ----------------------------------------------------------------------- |
| 500 m résultats détaillés              | Annie Perreault (CAN)                                            | Yang Yang (S) (CHN)                                      | Chun Lee-kyung (KOR)                                                    |
| 1 000 m résultats détaillés            | Chun Lee-kyung (KOR)                                             | Yang Yang (S) (CHN)                                      | Won Hye-kyung (KOR)                                                     |
| relais 4 × 3 000 m résultats détaillés | Corée du Sud Chun Lee-kyung Won Hye-kyung An Sang-mi Kim Yoon-mi | Chine Yang Yang (A) Yang Yang (S) Wang Chunlu Sun Dandan | Canada Christine Boudrias Isabelle Charest Annie Perreault Tania Vicent |

## Tableau des médailles

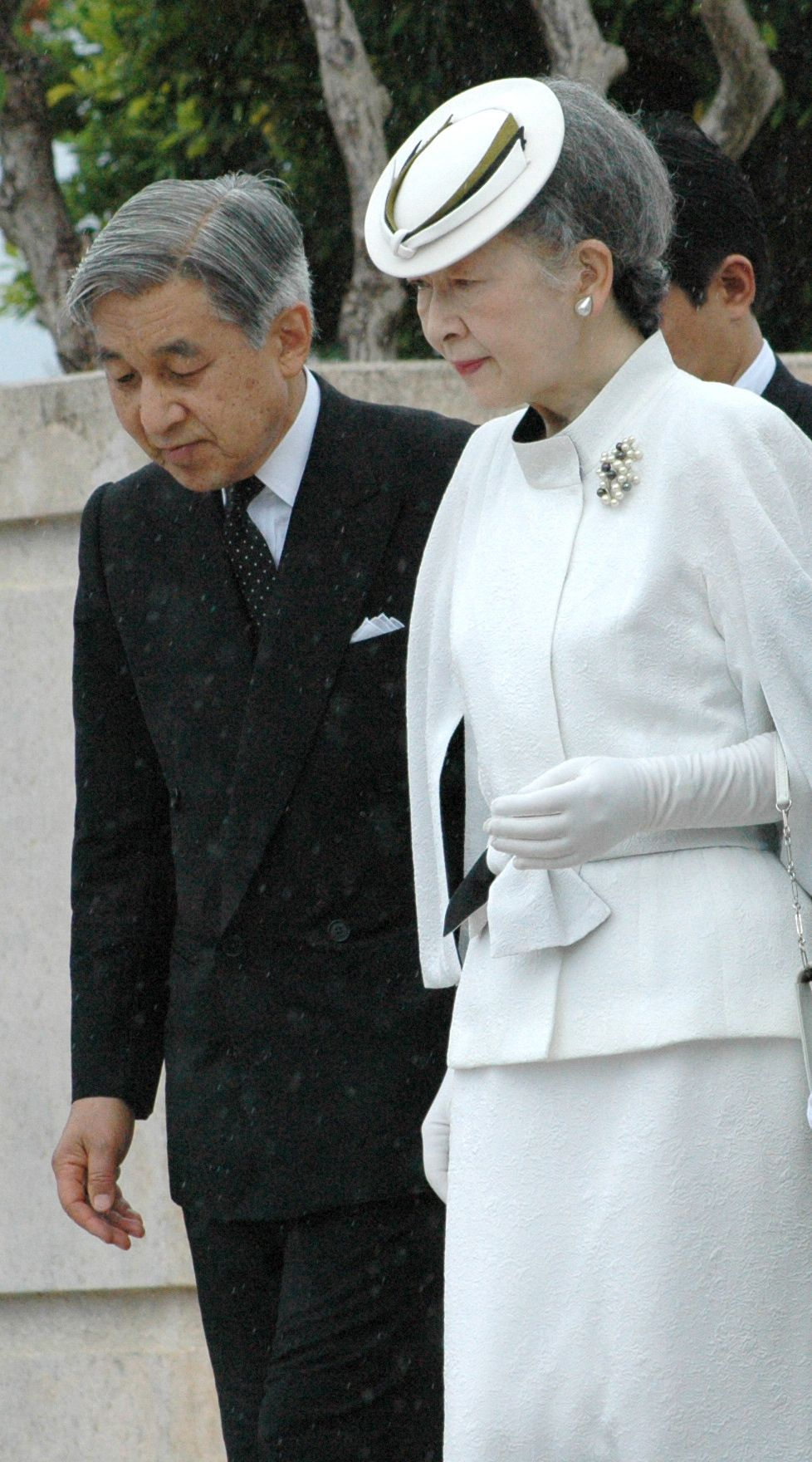
L'empereur Akihito et l'impératrice Michiko Shōda en 2005.

| Place | Nation       | Médaille d'or | Médaille d'argent | Médaille de bronze | Total |
| ----- | ------------ | ------------- | ----------------- | ------------------ | ----- |
| 1er   | Corée du Sud | 3             | 1                 | 2                  | 6     |
| 2e    | Canada       | 2             | 0                 | 2                  | 4     |
| 3e    | Japon        | 1             | 0                 | 1                  | 2     |
| 4e    | Chine        | 0             | 5                 | 1                  | 6     |

## Couverture médiatique et affluence
Le comité d'organisation des Jeux olympiques de Nagano commercialise une série de timbres, dont un représentant un patineur de vitesse sur piste courte stylisé.
Tous les billets disponsibles pour le short-track sont vendus à un prix situé entre 3 150 yens et 5 250 yens. Les épreuves de patinage de vitesse sur piste courte attirent un total de 21 952 spectateurs sur l'ensemble des Jeux. Le 17 février, la patinoire accueille 7 000 spectateurs. Certains d'entre eux, Sud-Coréens, sont remarqués pour avoir encouragé les athlètes Nord-Coréens autant que leurs propres compatriotes.
Le 19 février, le couple impérial japonais Akihito et Michiko Shōda assiste aux qualifications du 500 mètres féminin.

## Réutilisation des infrastructures
Le Nagano White Ring est rapidement reconverti en salle évènementielle : la patinoire y est toujours fonctionnelle, mais le lieu peut facilement être transformé pour accueillir d'autres sports ou évènements. Elle accueille entre autres certains matchs du championnat du monde masculin de volley-ball 2006.